# Bøg på mor
Bøg på mor er en naturtype, der findes på steder, hvor jorden er sur og næringsfattig. Naturtypen har også navnet Luzulo-fagetum, efter Luzula (frytle) og Fagus (bøg). Urten håret frytle (Luzula pilosa) er almindelig på morbund i løvskove.
Naturtypens fulde navn er "Bøgeskove på morbund uden kristtorn", og er betegnelsen for en naturtype i Natura 2000-netværket, med nummeret 9110.
I Danmark er den formentlig oprindelig, men har bredt sig, begunstiget af kreaturgræsning og svinedrift i skovene op til Fredskovsforordningen af 1805. Da Jorden er sur, bliver omsætningen af førne langsom, og den slutter med dannelse af morr. Skovtypen er i reglen domineret af bøg med vintereg som meddominerende art, men på de dårligste jorde vil forholdet være omvendt.
Den tætte skygge fra bøgetræerne gør, at bundvegetationen er sparsom med forholdsvis ringe diversitet.
Blandt de karakteristiske arter kan nævnes:
- Hassel
- Almindelig hvidmos
- Kristtorn
- Almindelig røn
- Taks
- Bleg frytle
- Bølget bunke
- Håret frytle
- Skovjomfruhår
- Tørst